# Idiocerus catalinus
Idiocerus catalinus är en insektsart som beskrevs av Ball och Parker 1946. Idiocerus catalinus ingår i släktet Idiocerus och familjen dvärgstritar. Inga underarter finns listade i Catalogue of Life.